# Vilma holland királynő
Vilma (Hága, 1880. augusztus 31. – Het Loo, 1962. november 28.), teljes neve hollandul: Wilhelmina Helena Pauline Maria, Hollandia királynője. Julianna holland királynő anyja, Beatrix holland királynő nagyanyja. Vele kezdődött az 1890-től 2013-ig terjedő korszak, melynek során három nemzedéken át folyamatosan női uralkodója volt Hollandiának.

## Élete
III. Vilmos holland királynak és luxemburgi nagyhercegnek, valamint második feleségének, Emmának, Waldeck hercegnőjének a lánya. Bátyja váratlan halála után, aki apjuk első házasságából származott, és aki a 30-as éveiben nőtlenül és gyermektelenül hunyt el, négyévesen, 1884-ben lett trónörökös. A száli törvény miatt Luxemburgban nem örökölhette a trónt. 1890-ben, apja halála után lett királynő 10 évesen, de 18 éves koráig anyja, Emma királyné uralkodott helyette. Vilma királynő csak tényleges trónra lépésétől, 1898-tól számolta uralkodását. 1901-ben Henrik (1876–1934) mecklenburgi  herceghez, II. Frigyes Ferenc mecklenburg–schwerini nagyherceg fiához ment feleségül, mely házasságból több vetélés és halva szülés után, mint ahogy pl. 1901. szeptemberében, 1902. május 4-én és 1906. július 21-én történt, 1909-ben egy egészséges kislány, a későbbi Julianna holland királynő származott nyolc évnyi házasság után. Több gyermeke nem született.
Vilma királynő országa az első világháború idején semleges maradt, de a Központi hatalmakkal és Németországgal szimpatizált. Németország veresége után pedig befogadta országába a trónfosztott császárt, II. Vilmost.
A második világháború folyamán a német megszállás idején Londonba ment száműzetésbe. A németek veresége után, 1945-ben nyerte vissza trónját, de már csak rövid időre tartotta azt meg, mert 1948-ban, trónra lépésének 58. és tényleges uralkodásának 50. évében lemondott a trónról leánya, Julianna javára szeptember 4-én. Visszavonulva a közélettől 82 évesen halt meg 1962-ben.
Magyarországon a ma újra Városligeti fasornak nevezett utat 1921-től 1950-ig Vilma királynő útnak nevezték.

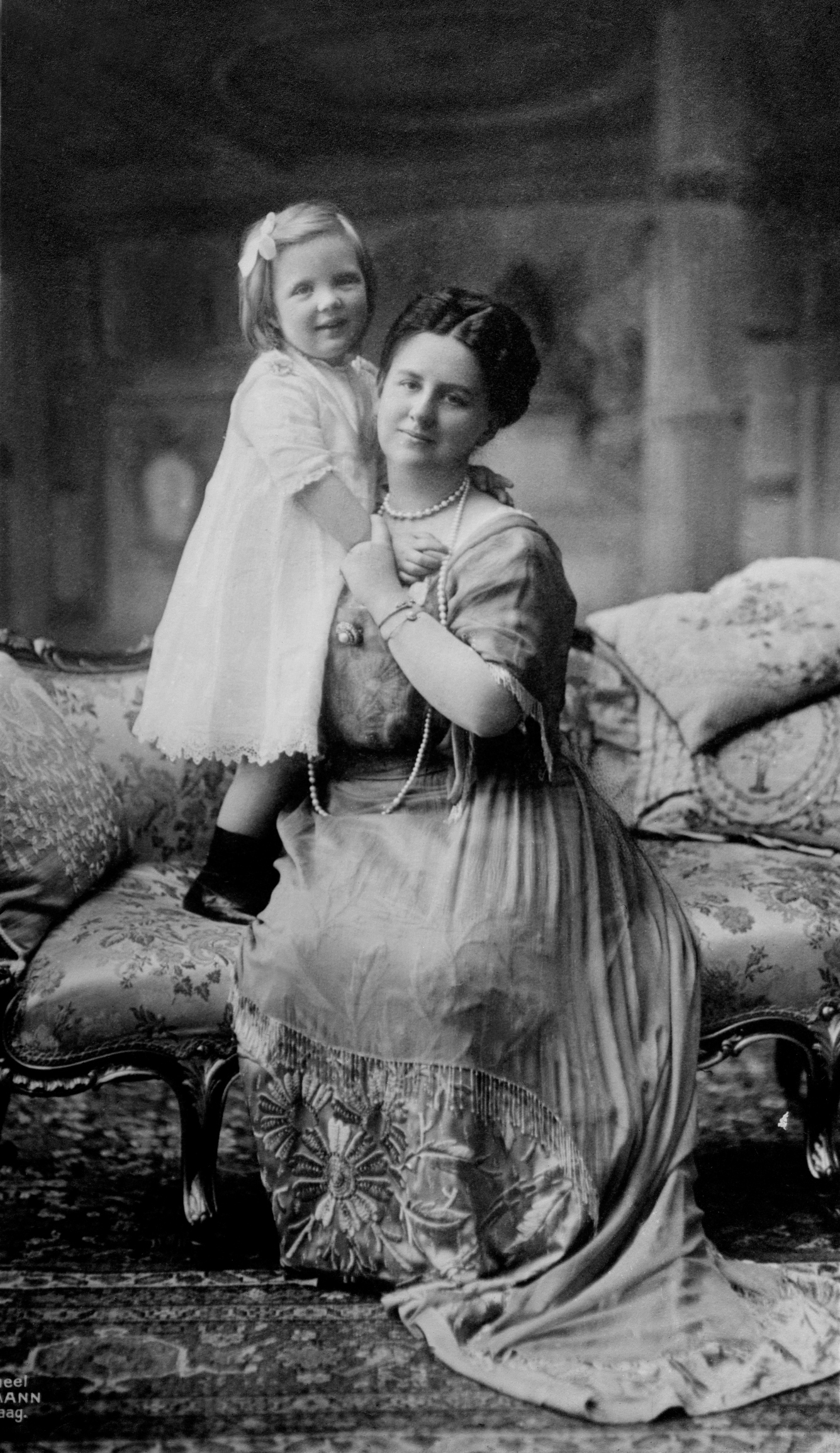
Vilma királynő és lánya, Julianna 1914 körül.
Vilma királynő uralkodói névjele.
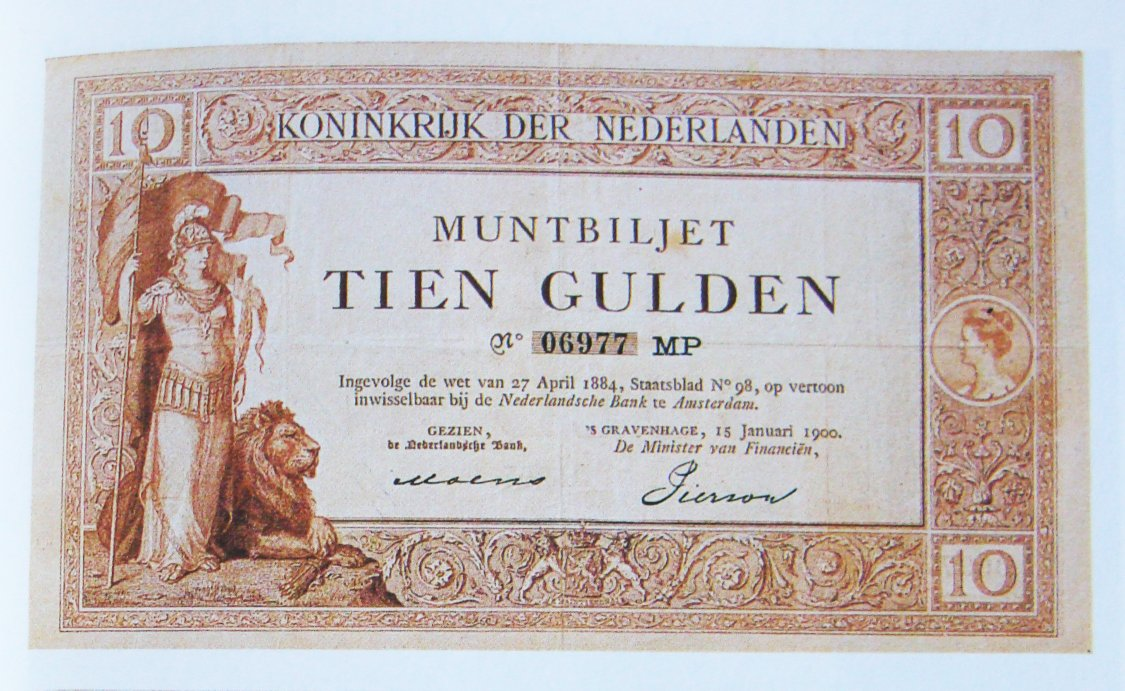
1900-as kibocsátású 10 guldenes államjegy (Muntbiljet) balra Athéné és a holland oroszlán, jobbra Vilma királynő ábrázolásával.
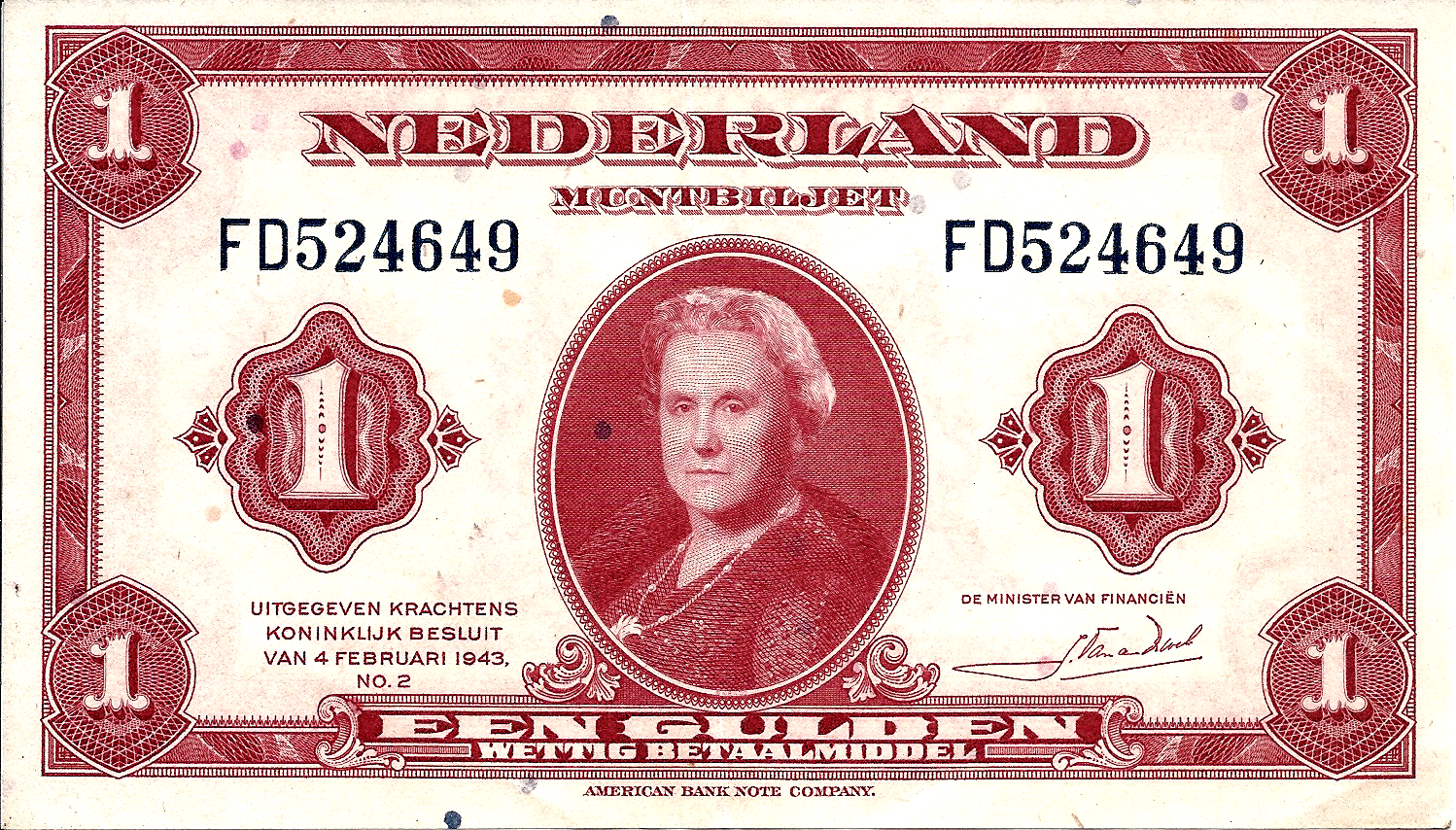
1945-ös kibocsátású 1 guldenes államjegy (Muntbiljet) Vilma királynő portréjával.

## Gyermekei
- Férjétől, Henrik (1876–1934) mecklenburgi  hercegtől, II. Frigyes Ferenc mecklenburg–schwerini nagyherceg fiától, 4 gyermek:
  - N. (fiú) halva született (1901. szeptember)
  - N. (gyermek) halva született (1902. május 4.)
  - N. (gyermek) halva született (1906. július 21.)
  - Julianna (1909–2004), I. Julianna néven 1948–1980: Hollandia királynője, férje Bernát lippe–biesterfeldi herceg (1911–2004), négy lány, többek között:
    - Beatrix (1938–), I. Beatrix néven (1980–2013) Hollandia királynője, férje Amsbergi Miklós (1926–2002) herceg, 3 fiú, többek között:
      - Vilmos Sándor (1967–), 2013-tól holland király, felesége Maxima Zorreguieta (1971–), 3 leány, többek között:
        - Katalin Amália (2003–) holland trónörökös